# Tricarpelema xizangense
Tricarpelema xizangense är en himmelsblomsväxtart som beskrevs av Hong De-Yuan. Tricarpelema xizangense ingår i släktet Tricarpelema och familjen himmelsblomsväxter. Inga underarter finns listade.